# 新英格蘭公路
新英格蘭公路（英語：New England Highway），全長883 km（549 mi），是澳大利亞東部一條高速公路，北面起點為昆士蘭州內陸城市图文巴以北的小鎮亞拉曼，南面止於新南威爾士州纽卡斯尔市郊的赫克瑟姆。它是澳大利亞國道的一部分，是連接悉尼與布里斯本的主要幹道。

## 外部連結

- New England Highway （页面存档备份，存于）